# Minerva Boitan
Minerva Boitan (n. 18 decembrie 1956) este o fostă politiciancă română care a ocupat funcția de senator în legislatura 2008-2012.
Aceasta a fost aleasă senator în colegiul uninominal numarul 3 din Sibiu din partea Partidului Național Liberal.